# Grinzane Cavour
Grinzane Cavour là một đô thị tại tỉnh Cuneo trong vùng Piedmont của Italia, vị trí cách khoảng 50 km về phía đông nam của Torino và khoảng 45 km về phía đông bắc của Cuneo. 

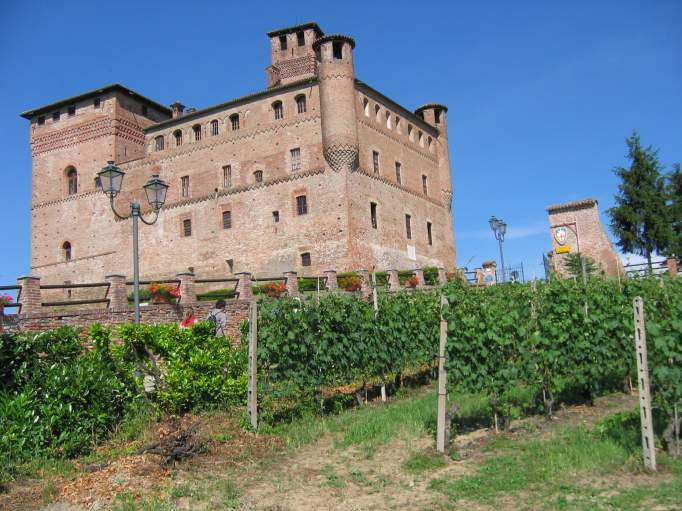
Lâu đài Grinzane Cavour.

Grinzane Cavour giáp các đô thị Alba và Diano d'Alba.
Ban đầu tên là Grinzane, khu vực này đã được đổi tên theo Camillo Benso, bá tước Cavour, người làm thị trưởng đô thị này trong 17 năm.
Công trình nổi bật chính của đô thị này là tòa lâu đài thời Trung cổ.